# Direktiva o obvezni hrambi prometnih podatkov
Direktiva o obvezni hrambi prometnih podatkov (Direktiva 2006/24/ES) je leta 2006 sprejeta direktiva Evropske skupnosti, ki je državam članicam naložila, da svoje operaterje elektronskih komunikacij zavežejo, da za obdobje od 6 mesecev do dveh let hranijo prometne podatke o vseh javno dostopnih elektronskih komunikacijah.
V času sprejemanja direktive so širom EU potekali številni protesti zavoljo očitane nesorazmernosti navedenega ukrepa, ki je predpisal obvezni nadzor vseh uporabnikov elektronskih komunikacij zaradi oddaljene možnosti, da bodo nekateri od njih kasneje obravnavani kot osumljenci kaznivega dejanja ali dejanja zoper državno varnost.
Republika Slovenija je direktivo prenesla med prvimi, s takratno novelo Zakona o elektronskih komunikacijah ZEKom-A, pri tem pa je določila maksimalno obdobje hrambe 24 mesecev. To obdobje je bilo kasneje skrajšano na 14 mesecev za mobilne komunikacije oziroma 8 mesecev za internetne komunikacije.
Sodišče EU je spomladi l. 2014 v zadevi Digital Rights Ireland in Seitlinger direktivo označilo za neveljavno zaradi pretiranega posega v temeljno pravico do varstva zasebnosti in prometnih podatkov. Slovensko Ustavno sodišče je nakaj mesecev kasneje v odločbi Up-105/13 razveljavilo še določbe Zakona o elektronskih komunikacijah.